# Perdita mentzeliae
Perdita mentzeliae är en biart som beskrevs av Cockerell 1896. Perdita mentzeliae ingår i släktet Perdita och familjen grävbin. Inga underarter finns listade i Catalogue of Life.